# Сенькіна Віра Миколаївна
Віра Миколаївна Сенькіна (26 вересня 1915, Казань — дата смерті невідома) — українська радянська килимарниця; член Спілки радянських художників України.

## З біографії
Народидася 26 вересня 1915 року в місті Казані (нині Татарстан, Російська Федерація). 1939 року закінчила Московське художньо-промислове училище імені Михайла Калініна.
Мешкала у Сімферополі в будинку на Кривому провулку, № 2/49, квартира № 1.

## Творчість
Працювала у галузі декоративного мистецтва (художнє ткацтво). Серед робіт:
- килими «800 років Москви», «30 років Білоруської РСР» (1947); «40 років Білоруської РСР» (1957);
- серія килимів на дитячу тематику (1959);
- килим з портретом Володимира Леніна (1962).

Брала участь у республіканських виставках з 1957 року, зарубіжних — з 1959 року. У 1955 році нагороджена медаллю і Грамотою Президії Верховної Ради Білоруської РСР.